# Toundra (groupe)
Pour les articles homonymes, voir Toundra (homonymie).
Toundra est un groupe de rock instrumental espagnol, originaire de Madrid. Il est formé en 2007 par Víctor García-Tapia (guitariste), Esteban Girón (guitariste), Guillermo (batterie) et Alberto Tocados (basse). Le groupe a sorti cinq albums.

## Biographie
Toundra est formé par d'anciens membres des groupes Nacen de las Cenizas et Ten Minute Man. Toundra sort son premier EP en décembre 2007. L'année suivante, le groupe ajoute deux titres supplémentaires pour constituer le premier album sous le titre de (I), accompagné d'un nouveau morceau Génesis. Peu après, le batteur Guillermo Tocados est remplacé par Alex Pérez.
En novembre 2009, le groupe rejoint le label Aloud Music qui publie le deuxième album de Toundra sous le titre de II en mai 2010. En 2010, le groupe est à l'affiche du festival Primavera Sound de Barcelone et commence à se faire connaître en Europe. En septembre 2012, Toundra sort son troisième album, III, et joue dans des festivals tels que le FIB de Benicasim, le Primavera Sound Festival de 2013, et le Resurrection Fest. En juin 2013, le guitariste Víctor García-Tapia quitte le groupe et est remplacé par David Maca (ex-Adrift).
En 2017, Toundra sort un album avec le chanteur Niño de Elche, Para los que aún viven, sous le nom d'Exquirla. En avril 2018, Toundra sort son cinquième album, Vortex, et entame une tournée européenne qui passe par la France.

## Style musical
Toundra peut être classé dans les groupes de post-rock, semblable à Isis, Explosions in the Sky et Mogwai. Le guitariste Víctor García-Tapia cite comme influence des groupes tels que Mogwai, Pelican et Russian Circles,.

## Discographie

### Albums studio
- 2008 : Toundra (Astoria Records)
- 2010 : (II) (Aloud Music, Astoria Records)
- 2012 : (III) (Aloud Music)
- 2013 : (I) (Astoria Records, remasterisation de Toundra avec un nouvel artwork et un morceau bonus)
- 2015 : (IV) (Superball Music)
- 2018 : Vortex (Inside Out Music)

### Autres
- 2009 : Nordeste split w/ Hand of Fatima  (Astoria Records)
- 2014 : Rockzone: The Bipolar Sessions #1 (Rockzone Mag)